# Motnica, občina Motnica
Motnica (nemško Metnitz) je naselje s 462 prebivalci (popis 1. januar 2024) in je center koroške trške občine Motnica. Naselje se v glavnem nahaja na območju katastrske občine Motnica trg, nekaj hiš v naselju je na območju katastrske občine Bistrica.

## Lega
Naselje leži večinoma na levi strani Motniške doline in je dosegljiva po državni cesti Motniške doline L62.

## Zgodovina
Po naselitvi Slovanov v Vzhodne Alpe je območje Motniške doline postalo del samostojne slovenske kneževine Karantanije, zgodovinske in pravne predhodnice današnje dežele Koroške. O zgodnji in dolgotrajni slovenski poselitvi pričajo med ostalim tudi imena krajev, ki so skoraj izključno slovenskega izvora. Območje občine je bilo verjetno v posesti Svete Heme, ki ga je podarila bodisi samostanu, ki ga je ustanovila, ali salzburškim škofom. 
Zgornjo Motniško dolino so salzburški nadškofje v 11. stoletju prenesli na Krško škofijo, ki je ustanovila urade v Bistrici in Motnici. Leta 1043 se omenja naselje Motnica (»Mötnitz«) in župnija, pri čemer se je takratno naselje (kasneje imenovano tudi »Alter Markt«) verjetno nahajalo na območju izliva reke Teichlbach, na je zdaj vzhodni rob mesta. Današnja motniška župnijska cerkev v bistvu izvira iz stavbe, omenjene leta 1121. V 12. ali začetku 13. stoletju je bila urejena današnja trikotna tržnica. Določen pomen kot trgovsko središče, tudi za trgovino s soljo, je kraj pridobil zaradi svoje lege na cestah med Salzburgom in salzburškimi posestmi na območju Brež - Starega dvor - Celovec. Gostilničarji in obrtniki v Motnici so imeli koristi tudi od ogromnega župnijskega okrožja Motnice, zaradi česar je ob nedeljah in praznikih kraj obiskovalo veliko ljudi iz Motniške doline in okoliških gora. Nad vasjo je stal grad, ki je bil porušen okoli leta 1302, ko se je zaostril spor med ministerialsko družino Motniških in njihovimi gospodi Krškimi. V jedru današnjega župnišča je ohranjen obrambni stolp »pri cerkvi« iz leta 1370. V 14. in 15. stoletju se v kraju omenjajo tkalci, krojači, čevljarji, mizarji, kovači, krznarji in usnjarji. Konec 15. stoletja je bila župnijska cerkev utrjena zaradi turških vojn., vendar je Motnico kot upravni sedež zamenjal Gradeš, kjer je bilo ustanovljeno deželno sodišče. V 16. stoletju je kraj imel koristi od rudarjenja srebra v zgornji Motniški dolini. Leta 1585 sta bili v kraju Motnica župnijska šola in bolnišnica. Za Motnico je bila potrjena grajska pokopališka jurisdikcija. V začetku 17. stoletja so na trgu postavili pranger. Od sredine 17. stoletja je kraj veljal za trg. Okoli leta 1750 je imel kraj 66 hiš, leta 1757 je v kraju živelo 378 ljudi; V mestu so bili bogati trgovci, kot so klobučarji, kolarji, usnjarji in medičarji, pa tudi do 9 gostilničarjev.
Leta 1851 je  Motnica postala glavni kraj novo nastale  trške občine oblikovane iz katastrske občine Motnica trg in Motnica dežela. Toda posamezne hiše na južnem robu mesta, ki so na območju katastrske občine Bistrica in so danes del naselja Motnica, so takrat postale del občine Gradeš. Leta 1973 sta bili občini Gradeš in Motnica združeni, tako da kraj sedaj v celoti pripada občini Motnica.